# Mehmet Altan

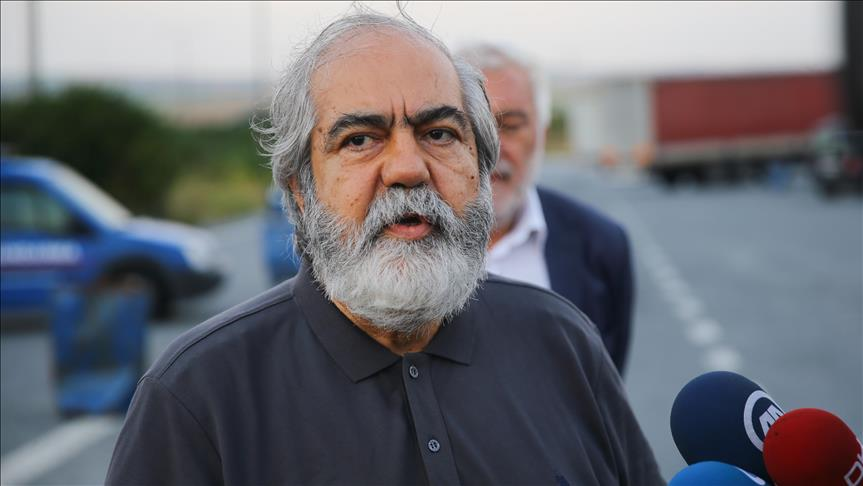
Mehmet Altan, 2023

Mehmet Hasan Altan (* 11. Januar 1953 in Ankara) ist ein türkischer Professor für Volkswirtschaft, Journalist und Schriftsteller.

## Leben
Sein Vater war der Politiker Çetin Altan (1927–2015), seine Mutter Kerime Altan. Er ist der jüngere von zwei Söhnen der beiden; sein älterer Bruder Ahmet Altan ist Journalist. Von September 2016 bis August 2018 war er in der Türkei inhaftiert.
Altan besuchte Grund- und Mittelschule und das Französische Gymnasium in Istanbul. Er studierte an der „Akademie für Wirtschafts- und Handelswissenschaften Istanbul“ (İstanbul İktisadi Ticari İlimler Akademisi). Nach dem Bachelor setzte Altan sein Studium 1979 in Paris fort. 1980 erhielt er seinen Master an der Université Paris 1 Panthéon-Sorbonne. Später promovierte er in Paris mit einer Arbeit über die Beziehungen zwischen der Türkei und dem Internationalen Währungsfonds. In Paris schrieb er anfänglich für die Zeitung Hürriyet, deren Außenressort sein Bruder leitete. Später schrieb Altan für die Cumhuriyet. Im Jahr 1984 kehrte er in die Türkei zurück. Altan arbeitete für verschiedene Zeitungen und setzte seine akademische Laufbahn fort. Nacheinander erhielt er die Grade Yardımcı Doçent, Doçent (1987) und Professor (1993).
Altan lehrte an der Universität Istanbul. Er verfasste mehrere politische Bücher.
Er ist verheiratet mit Ümit Moran Altan und Vater eines Sohnes.
Am 10. September 2016 wurde Mehmet Altan verhaftet, kurz darauf auch sein Bruder Ahmet. Die Vorwürfe lauten auf Mitgliedschaft in einer terroristischen Vereinigung und Versuch des Umsturzes der Regierung.
Şahin Alpay, Mehmet Altan und der (zuvor aus der Untersuchungshaft entlassene) Cumhuriyet-Journalist Turhan Günay legten individuelle Beschwerde beim Verfassungsgericht ein. Sie beklagten etwa, dass gegen ihr Recht auf Freiheit und Sicherheit, Meinungs- und Pressefreiheit verstoßen wurde.
Am 11. Januar 2018 entschied das Türkische Verfassungsgericht mit knapper Mehrheit, dass der anhaltende Verbleib von Altan und Alpay in Untersuchungshaft ihre Rechte verletze, und ordnete ihre Freilassung an. Dennoch urteilte am 11. Januar 2018 ein türkisches Strafgericht, dass Alpay und Altan in Haft bleiben müssten. Am 16. Februar 2018 wurde Altan zusammen mit seinem Bruder Ahmet, Nazlı Ilıcak sowie den Taraf-Journalisten Şükrü Tuğrul Özşengül, Yakup Şimşek und Fevzi Yazıcı von dem Strafgericht zu lebenslanger Haft verurteilt.
Er war in der Strafvollzugsanstalt Silivri inhaftiert.
Auf eine Klage Altans und Alpays beim EGMR hin entschied dieser am 20. März 2018 (wie zuvor schon das türkische Verfassungsgericht), die Inhaftierung der beiden sei ein Verstoß gegen ihre Grundrechte. Außerdem verletze die Strafverfolgung der Journalisten deren Meinungsfreiheit; Kritik an der Regierung dürfe nicht als Terrorunterstützung geahndet werden. Der türkische Staat habe den Klägern jeweils 21.500 Euro Entschädigung zu zahlen.
Am 27. Juni 2018 wurde Altan unter Auflagen aus der Haft entlassen, nachdem ein Istanbuler Berufungsgericht dies mit Verweis auf das Urteil des Verfassungsgerichts angeordnet hatte. Der Verhandlungstermin für einen weiteren Prozess gegen ihn und seinen Bruder wurde auf den 21. September 2018 festgesetzt.
Im Juli 2019 hob der türkische Kassationshof das Urteil gegen Mehmet Altan wegen Mangels an Beweisen auf und verwies den Fall zurück an die untergeordneten Instanzen, wobei es diesen einen Freispruch empfahl; in dem Revisionsverfahren wurden auch die lebenslänglichen Freiheitsstrafen seines Bruders und von Nazlı Ilıcak aufgehoben, jedoch eine Verurteilung wegen anderer Delikte nahegelegt. Anfang November 2019 wurde Mehmet Altan schließlich freigesprochen. Ahmet Altan und Nazlı Ilıcak wurden in demselben Prozess indessen zu mehrjährigen Freiheitsstrafen wegen Unterstützung der Gülen-Bewegung und damit einer „terroristischen Organisation“ verurteilt.

## Bücher (Auswahl)
- Kanatlı Karınca, Nisan Yayınları 1985 (dt. Geflügelte Ameise)
- Süperler ve Türkiye, AFA Yayınları 1986 (dt. Die Superstars und die Türkei)
- Marks'tan Sevgilerle, Güneş Yayınları 1989 (dt. Grüße von Marx)
- Darbelerin Ekonomisi (1990) (dt. Die Wirtschaft der Staatsstreiche)
- Kapitalizm bu köye uğramadı (dt. Der Kapitalismus kam nicht in dieses Dorf)
- Kurtler: Seytan Soyundan Mi? (dt. Sind die Kurden vom Geschlecht des Satans?)
- İkinci Cumhuriyet'in Yol Hikayesi (dt. Die Geschichte zum Weg in die zweite Republik)
- Puslu Demokrasi : Ergenekon Güncesi (dt. Neblige Demokratie: Tagebuch der Ergenekon)
- Marksist Liberal (dt. marxistischer Liberalist)
- Kent Dindarlığı(dt. städtische Frömmigkeit)
  - Metropolis İslam, Timas Publishing Group. ISBN 978-605-114-108-4